# Insomnie (film, 2002)
Insomnie (v anglickém originále Insomnia) je americký kriminální film z roku 2002. Režisérem filmu je Christopher Nolan. Hlavní role ve filmu ztvárnili Al Pacino, Robin Williams, Hilary Swank, Maura Tierney a Martin Donovan. Jde o remake stejnojmenného norského filmu z roku 1997.

## Obsazení
| Al Pacino         | Will Dormer    |
| Robin Williams    | Walter Finch   |
| Hilary Swank      | Ellie Burr     |
| Maura Tierney     | Rachel Clement |
| Martin Donovan    | Hap Eckhart    |
| Nicky Katt        | Fred Duggar    |
| Paul Dooley       | šerif Nyback   |
| Crystal Lowe      | Kay Connell    |
| Jay Brazeau       | Francis        |
| Larry Holden      | Farrell        |
| Kerry Sandomirsky | Trish Eckhart  |
| Lorne Cardinal    | Rich           |